# NGC 2310
NGC 2310 è una galassia lenticolare vista di taglio, situata nella costellazione della Poppa, a una distanza di circa 37 milioni di anni luce dalla nostra Via Lattea.

## Scoperta
La galassia è stata scoperta il 2 gennaio 1835 dall'astronomo britannico John Herschel.